# Catocala dilecta
Catocala dilecta är en fjärilsart som beskrevs av Moritz Balthasar Borkhausen 1792. Catocala dilecta ingår i släktet Catocala och familjen nattflyn. Inga underarter finns listade i Catalogue of Life.